# Krzewina (Bogatynia)
Krzewina [kʃɛˈvʲina] (deutsch Grunau) ist ein Dorf in der Gemeinde Bogatynia (Reichenau) in Polen. Es ist an der Lausitzer Neiße gegenüber der Stadt Ostritz gelegen.
Der außerhalb des Ortes gelegene Bahnhof Krzewina Zgorzelecka ist der Bahnhof der Stadt Ostritz, deren Namen er bis 1945 auch trug. Hier halten Reisezüge der Ostdeutschen Eisenbahn (ODEG), die Polnischen Staatsbahnen (PKP) haben den Personenverkehr eingestellt. Zwischen beiden Orten besteht seit 1989 ein Grenzübergang für Fußgänger und Radfahrer.

## Geschichte
Die erste Nachricht über Grunau stammt aus dem Jahr 1294. Das Dorf, das sich bis 1380 im Besitz des Adelsgeschlechtes von Grunau befand, gelangte nach deren Aussterben schließlich 1396 an das Kloster St. Marienthal.
Grunau war ein katholisches Pfarrdorf, zu dem noch Schönfeld (Lutogniewice), Trattlau (Kostrzyna), Wanscha (Spytków) und Reutnitz (Ręczyn) gepfarrt waren. 1739 wurde eine neue Kirche errichtet, für die der kursächsische Hofmaler Gabriel Ambrosius Donath das Altarbild malte. Das Bildnis der Enthauptung Johannes des Täufers erschien der Kirchgemeinde zu finster, sodass sie es 1871 durch ein anderes Bildnis dieses Heiligen ersetzen ließ, das ein Ostritzer Maler fertigte.

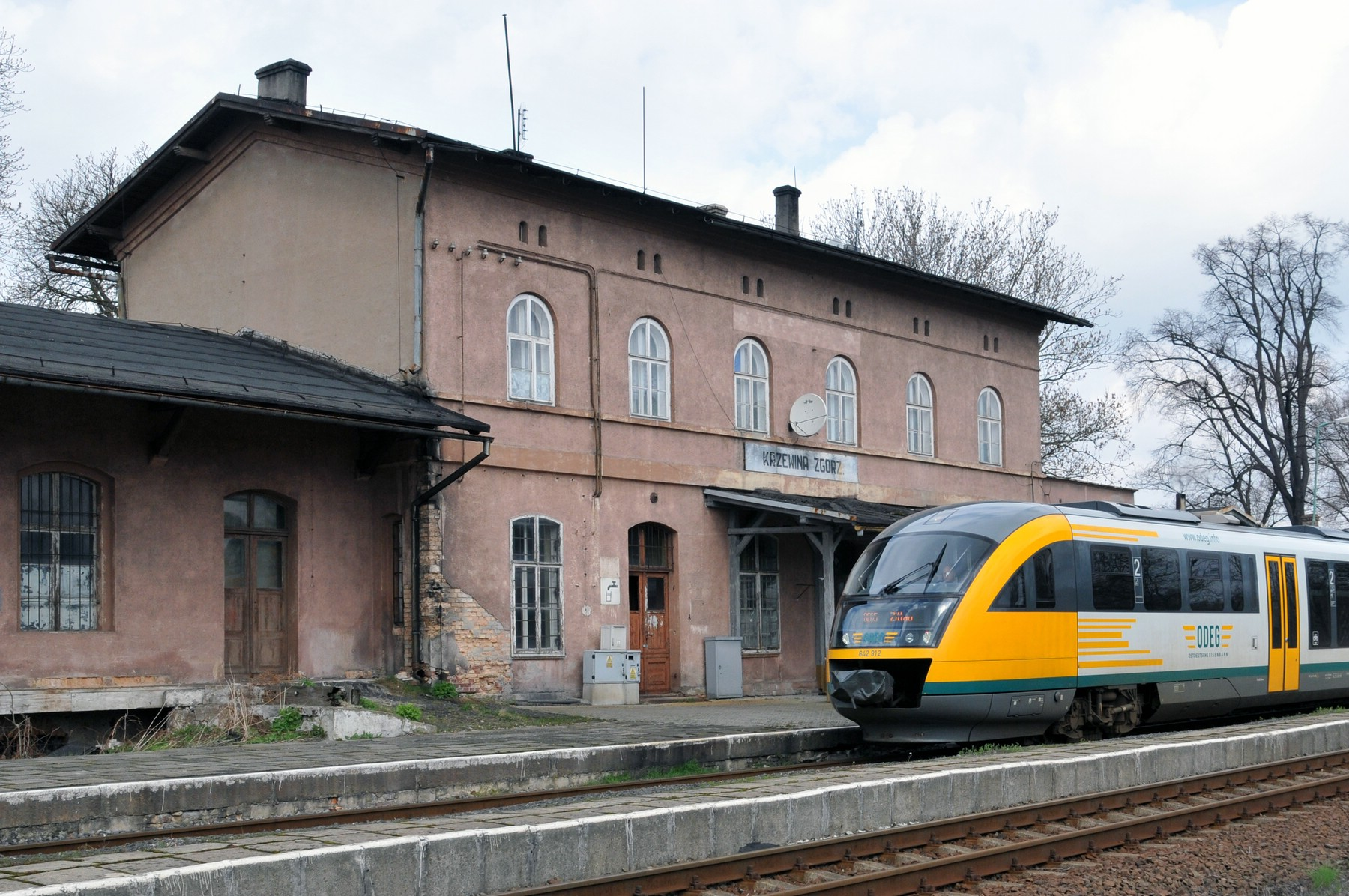
Bahnhof Krzewina Zgorzelecka

1857 entstand im Klostergut Grunau ein Waisenhaus, das 1866 in das Kloster zog. An dessen Stelle errichtete der Albertverein ein Krankenhaus, das während des Ersten Weltkriegs als Kriegslazarett diente.
Mit der am 15. Oktober 1875 eingeweihten Neißetalbahn zwischen Nickrisch (Hagenwerder) und Zittau erhielt Grunau einen Eisenbahnanschluss.
In der Zeit des Nationalsozialismus entstand im Ort ein Reichsarbeitsdienstlager.
1933 lebten in Grunau 498 Einwohner, 1939 waren es 486.
Bis 1945 gehörte das Dorf zur Amtshauptmannschaft Zittau in Sachsen.
Infolge der Grenzziehung entlang der Oder und Neiße wurde das Oberlausitzer Dorf polnisch und die deutschen Bewohner vertrieben.
Nach Übergabe des östlich der Neiße liegenden Teiles der Neißetalbahn an die PKP im Jahr 1946 wurde der seit dem 9. September 1945 wieder aufgenommene Personenverkehr auf diesem Stück eingestellt. 1948 kam es zur Wiederinbetriebnahme der Strecke, wobei die deutschen Personenzüge das polnische Gebiet mit verschlossenen Türen und mit vorgezogenen Gardinen zu befahren hatten. Seit 1950 wurde wieder ein Halt im Bahnhof Krzewina Zgorzelecka ermöglicht. Dazu wurde die Neißebrücke zwischen Ostritz und dem etwa 100 Meter vom polnischen Ufer gelegenen Bahnhof zu den Fahrzeiten der Züge für den Ein- und Ausstieg geöffnet und der Ablauf vom polnischen Grenzschutz bewacht. Ein Grenzübergang bestand nicht.
1957 nahmen die Polnischen Staatsbahnen die neue Strecke Zawidów–Bogatynia in Betrieb.
2007 wurden die Grenzkontrollen nach dem Schengen-Abkommen abgeschafft. Im Jahre 2020 war die Grenze wegen COVID-19 gesperrt und deswegen machten Züge keinen Halt.

## Entwicklung der Einwohnerzahl
| Jahr | Einwohnerzahl                            |
| ---- | ---------------------------------------- |
| 1558 | 16 besessene Mann                        |
| 1777 | 7 besessene Mann, 16 Gärtner, 61 Häusler |
| 1834 | 426                                      |

| Jahr | Einwohnerzahl |
| ---- | ------------- |
| 1871 | 416           |
| 1890 | 500           |
| 1910 | 529           |

| Jahr | Einwohnerzahl |
| ---- | ------------- |
| 1925 | 538           |
| 1939 | 486           |

## Söhne und Töchter der Gemeinde
- Gabriel Ambrosius Donath (1684–1760), Hofmaler Augusts des Starken